# Rema bimacula
Rema bimacula là một loài bướm đêm trong họ Noctuidae.